# 超字幕
超字幕（ちょうじまく）は、日本のソースネクスト社が扱う Windows および iPhone 用英語学習ソフトである。映画をそのまま収録し、日本語と英語で字幕を表示することで、現代的な会話表現を学べるのが特徴。2011年7月現在200タイトル以上が発売されている。

## 歴史
- 2009年6月　最初のタイトルが発売される。
- 2010年9月　著作権・商標権を株式会社ナガセに売却[1]。

## 主な機能
- ライブラリ機能
- カタログ機能
- 単語登録機能

## 製品
パッケージ型製品として発売されており、USBメモリ版/ダウンロード版が存在する。